# XM214 Microgun
La XM214 fue un prototipo de ametralladora rotativa en calibre 5,56 mm. Fue diseñada y construida por General Electric, pero nunca entró en producción en masa. También conocida como Microgun, la XM214 era una versión a escala reducida de la M134 "minigun", disparando la munición M193 de 5,56 mm.

## Historia
La XM214 fue el primer desarrollo para uso aeronáutico. Posteriormente General Electric lo desarrolló en un sistema de armas portátil, conocido como el GE Six-Pak. El sistema completo Six-Pak pesaba 38,5 kg con 1.000 cartuchos, comparable en peso a algunas ametralladoras pesadas. El arma básica en el Six-Pak pesaba 12,2 kg. El sistema podía ser transportado por un equipo de dos soldados y montado en un trípode M122 o en un vehículo. El largo total era de 104,1 cm, y el arma sola medía 68,6 cm de largo. El ancho (incluyendo el soporte de la munición) era de 44,4 cm. Usualmente era apuntada mediante una mira telescópica.
El Six-Pak consistía del XM214, el paquete de municiones y la fuente de poder. El paquete de municiones consistía en dos "casettes" descartables de 500 cartuchos cada uno, empacados en fábrica, colocados en un soporte. La munición, en cinta con eslabones, era alimentada por una tolva flexible; cuando el primer "casette" se vaciaba, entonces la munición se alimentaba del segundo "casette", indicando visualmente que debía agregarse un nuevo "casette" al soporte. La fuente de potencia era una batería de 24 voltios de níquel-cadmio, un motor de 0,8 hp, y control electrónico de estado sólido. Si la batería no está conectada a una fuente externa (como puede ser la batería de un vehículo), se descarga luego de 3.000 disparos. El sistema puede desmontarse rápidamente en dos paquetes de aproximadamente 19 kg cada uno. Esto se hacía mediante una traba de apertura rápida en el extremo de la tolva de municiones.
El control electrónico contenía un limitador de ráfaga y controlaba la descarga del arma luego de cada ráfaga. Usando el control electrónico, la cadencia de disparo podía ajustarse desde 400 disparos/minuto hasta 4.000 disparos/minuto. Las últimas ediciones del Jane's Infantry Weapons indican una cadencia teórica de hasta 6.000 disparos/minuto. George Chinn, autor de The Machine Gun Volume V, sostuvo que el prototipo XM214 tenía una cadencia de hasta 10.000 disparos/minuto, pero la versión portátil Six-Pak estaba limitada a 4.000 disparos/minuto. Fue probada con éxito por la General Electric, alcanzando una cadencia de 12.000 disparos/minuto.

## Contenedor Microgun
Fue desarrollado también un Contenedor Microgun 5,56 mm de 224 x 25 cm, para uso externo en aviones ligeros y helicópteros. La unidad tenía una capacidad de entre 1.500 y 3.500 cartuchos, y pesaba entre 84,4 kg y 136,2 kg. El sistema de alimentación era sin eslabones, a través de un tambor helicoidal, con una cadencia nominal de 6.000 disparos/minuto. Sin embargo, de ser necesario, eran posibles ajustes de 1.000 o 10.000 disparos/minuto. La energía podía ser provista por una batería en el propio contenedor, o desde la aeronave misma.

## Posible resurrección
El aumento de las tácticas urbanas a principios de la década de 2000 le dio la resurrección al sistema XM214 en el rol CIWS para tanques y APCs. General Dynamics, quien es propietaria actualmente de las licencias del Microgun, incrementó la cadencia a 12.000 disparos/minuto y ofreció el arma montada en vehículos blindados de combate como defensa contra cohetes o misiles antitanque.